# Maradi
Maradi er en by i det sydlige Niger, der er hovedstad i landets region af samme navn. Byen har et indbyggertal på 267.249 (2012).

## Befolkning
Ved folketællingen 1977 havde Maradi 44.458 indbyggere, i 1988 110.005 indbyggere og i 2001 147.038 indbyggere. I 2010 blev indbyggertallet anslået til 200.015 mennesker  Maradi er hovedsageligt beboet af Hausa-folk; Mindre andele er der af Fulbe og Tuareger samt nigerianske folkegrupper som Yoruba og Ibo.